# Gare de Zoug
 (décembre 2021).
La mise en forme du texte ne suit pas les recommandations de Wikipédia : il faut le « wikifier ».
Les points d'amélioration suivants sont les cas les plus fréquents. Le détail des points à revoir est peut-être précisé sur la page de discussion.
- Les titres sont pré-formatés par le logiciel. Ils ne sont ni en capitales, ni en gras.
- Le texte ne doit pas être écrit en capitales (les noms de famille non plus), ni en gras, ni en italique, ni en « petit »…
- Le gras n'est utilisé que pour surligner le titre de l'article dans l'introduction, une seule fois.
- L'italique est rarement utilisé : mots en langue étrangère, titres d'œuvres, noms de bateaux, etc.
- Les citations ne sont pas en italique mais en corps de texte normal. Elles sont entourées par des guillemets français : « et ».
- Les listes à puces sont à éviter, des paragraphes rédigés étant largement préférés. Les tableaux sont à réserver à la présentation de données structurées (résultats, etc.).
- Les appels de note de bas de page (petits chiffres en exposant, introduits par l'outil «  Source ») sont à placer entre la fin de phrase et le point final[comme ça].
- Les liens internes (vers d'autres articles de Wikipédia) sont à choisir avec parcimonie. Créez des liens vers des articles approfondissant le sujet. Les termes génériques sans rapport avec le sujet sont à éviter, ainsi que les répétitions de liens vers un même terme.
- Les liens externes sont à placer uniquement dans une section « Liens externes », à la fin de l'article. Ces liens sont à choisir avec parcimonie suivant les règles définies. Si un lien sert de source à l'article, son insertion dans le texte est à faire par les notes de bas de page.
- La présentation des références doit suivre les conventions bibliographiques. Il est recommandé d'utiliser les modèles {{Ouvrage}}, {{Chapitre}}, {{Article}}, {{Lien web}} et/ou {{Bibliographie}}. Le mode d'édition visuel peut mettre en forme automatiquement les références.
- Insérer une infobox (cadre d'informations à droite) n'est pas obligatoire pour parachever la mise en page.

Pour une aide détaillée, merci de consulter Aide:Wikification.
Si vous pensez que ces points ont été résolus, vous pouvez retirer ce bandeau et améliorer la mise en forme d'un autre article.
La gare de Zoug (en allemand : Bahnhof Zug) est une gare des lignes de Zurich à Zoug et de Zoug à Lucerne. Elle est la principale gare ferroviaire de la commune suisse de Zoug dans le canton de Zoug.

## Situation ferroviaire
Établie à 433 mètres d'altitude, la gare de Zoug est située aux points kilométriques 38,83 des lignes de Zurich à Zoug et de Zoug à Lucerne et 0 de la ligne de Zoug à Arth-Goldau.
Elle est dotée, sur l'axe Zurich-Zoug-Lucerne, de quatre voies bordées par trois quais dont deux latéraux et un central, ainsi que de trois voies (dont une en impasse) bordées par deux quais latéraux sur la ligne de Zoug à Arth-Goldau.

## Histoire
La première gare de Zoug a été bâtie entre 1863 et 1864 au niveau de l'actuelle Bundesplatz par l'architecte Jakob Friedrich Wanner. C'était une gare en cul-de-sac qui ne pouvait être atteinte qu'en direction de Cham et de Knonau. Lorsque les lignes ferroviaires vers Zurich via Thalwil et vers Arth-Goldau ont été construites en 1897, la gare a dû être déplacée à l'emplacement de l'actuelle gare.

Évolution de la topologie de la gare.
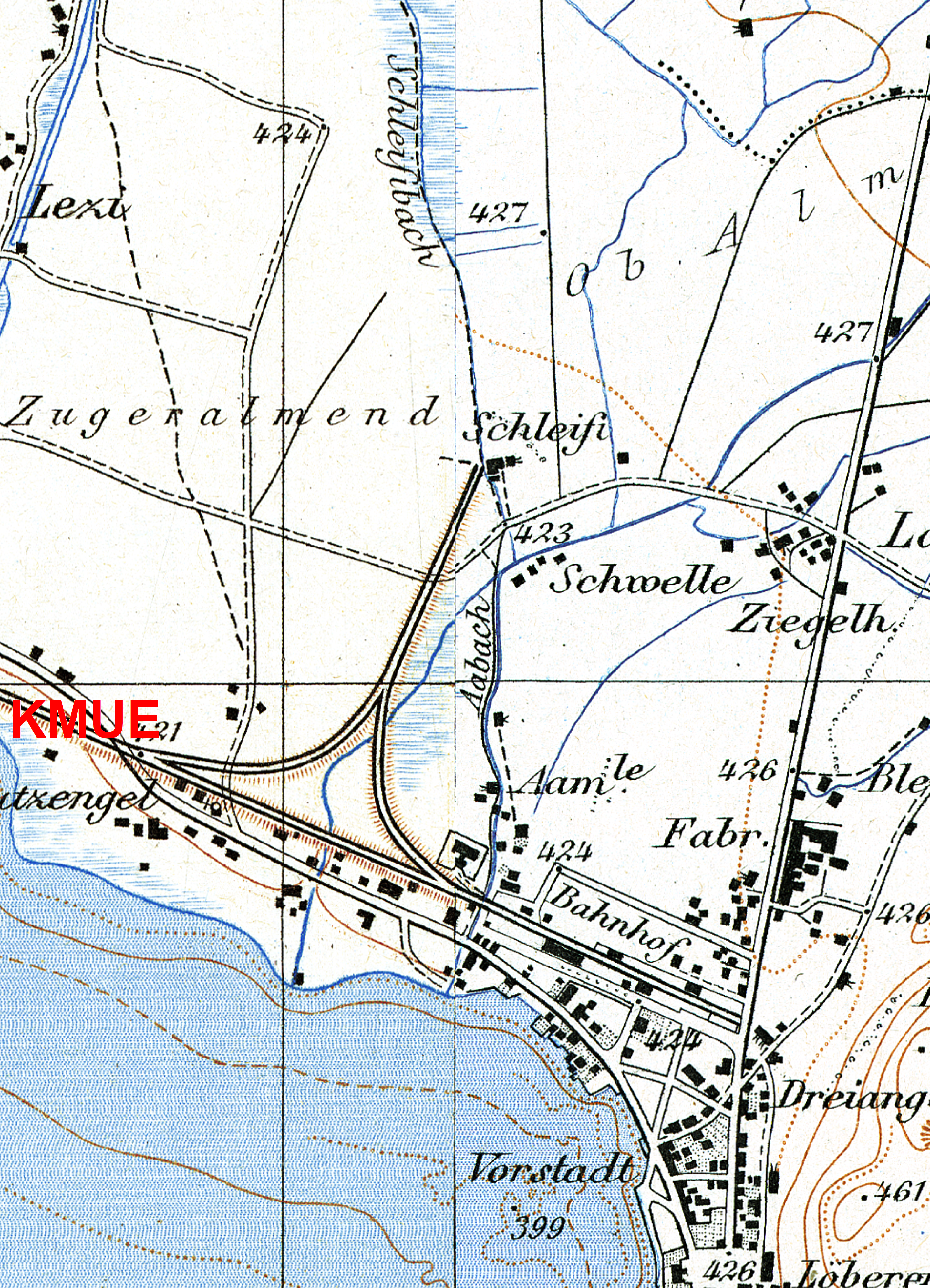
La gare en cul-de-sac, jusqu'en 1897.
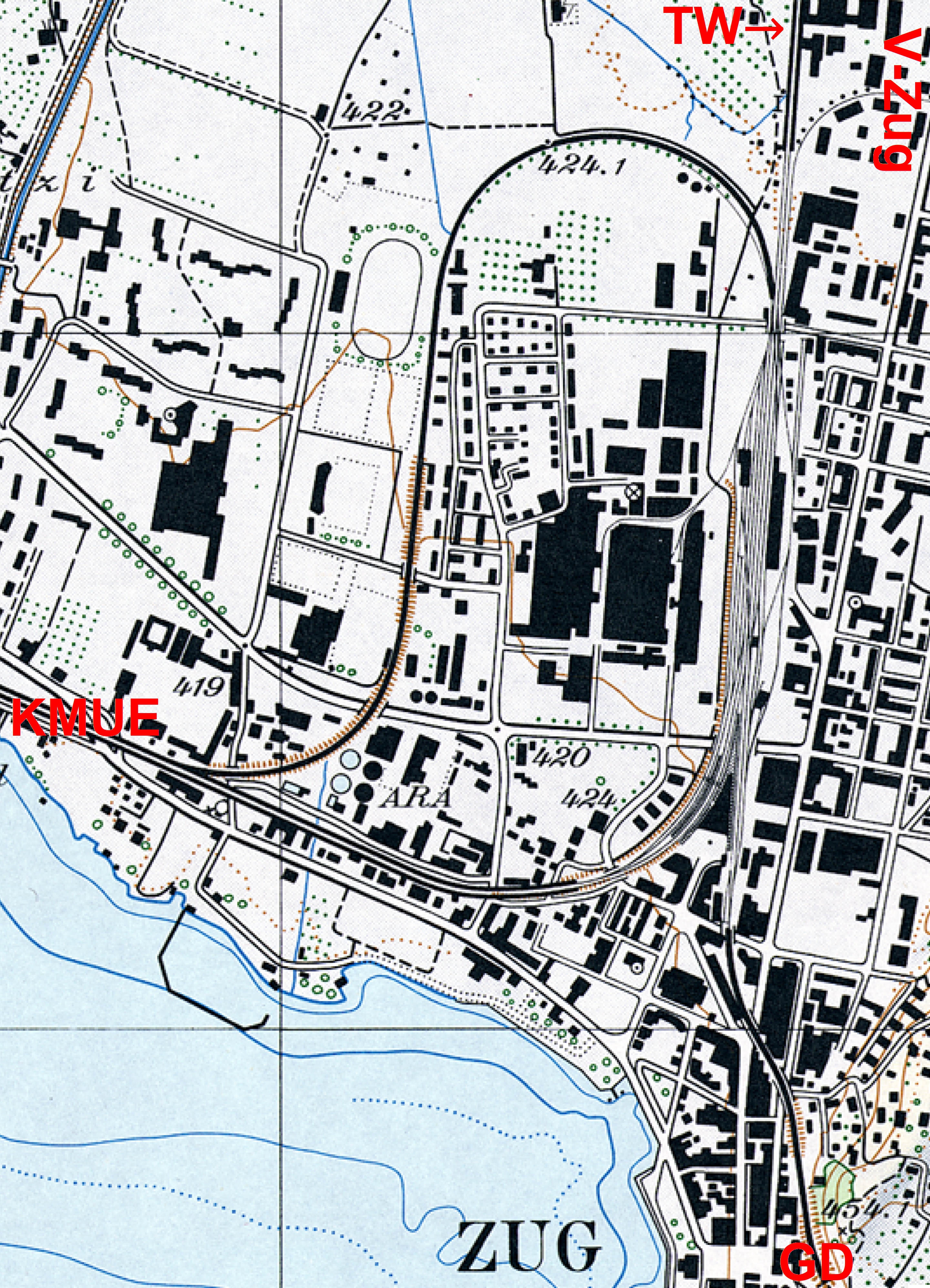
La boucle de la gare, mise en service après 1897.
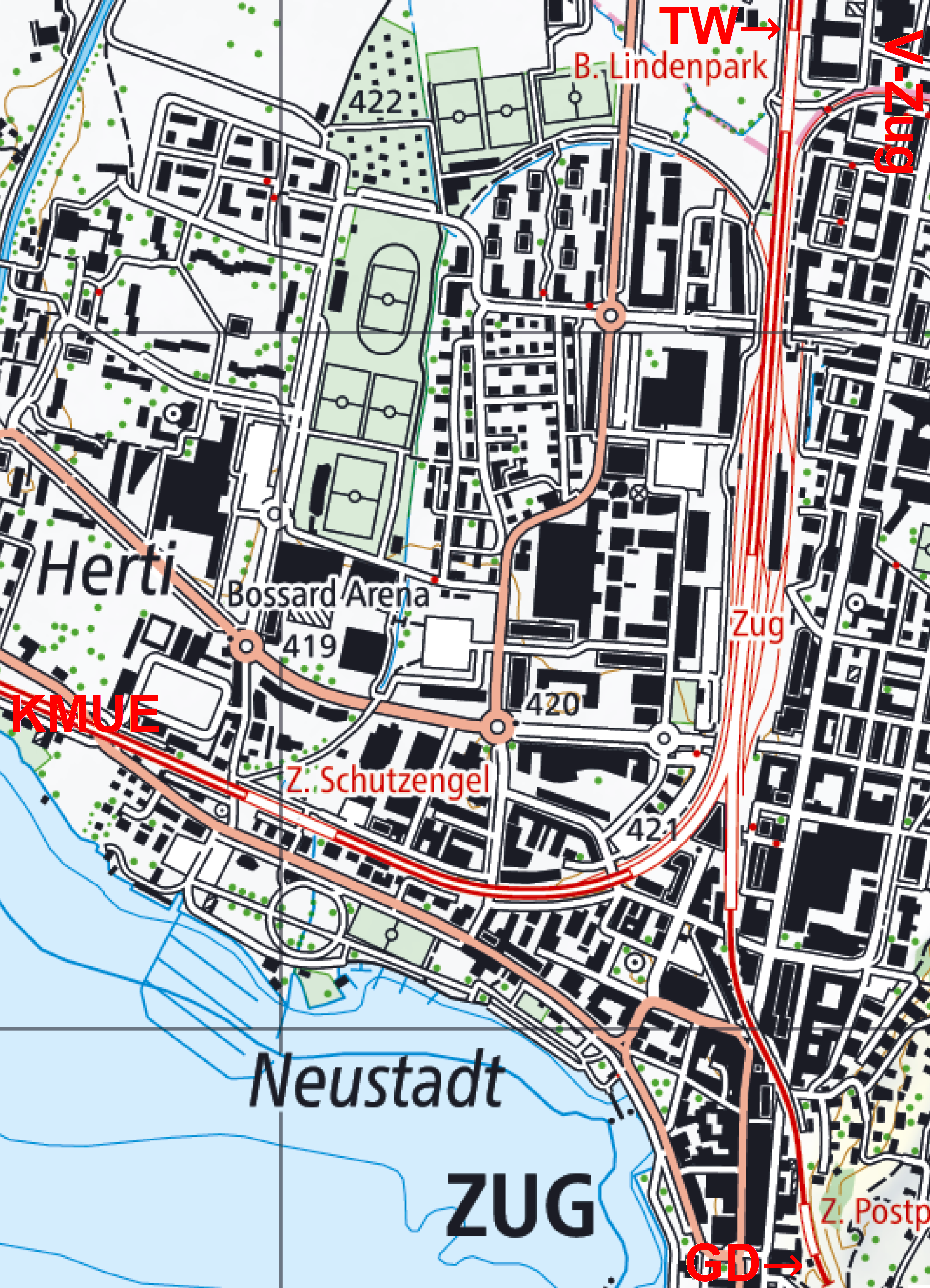
La boucle a été supprimée après 1990.

Entre 2001 et 2004, un nouveau bâtiment voyageurs a été construit dans le centre de la ville pour un coût d'environ 65 millions de francs suisses. La superficie du bâtiment est d'environ 6 500 m2. Chaque jour, quelque 20 000 personnes affluent dans la gare, qui est l'une des quinze plus importantes de Suisse quant au nombre d'usagers en 2020.
Le bâtiment se compose de trois étages de bureaux, d'un espace de vente au niveau des voies et d'un autre au niveau de la ville, ainsi que d'un sous-sol utilisé comme espace de stockage. De nouveaux abris ont été construits pour les cyclistes. La nouvelle place de la gare sert d'aire de retournement pour les bus. En outre, une connexion Internet via un réseau local sans fil est disponible à certains endroits de la station.
À la tombée de la nuit, le bâtiment de la gare est illuminé jusqu'à 23 h. Des tubes fluorescents ont été montés à cet effet sur la façade vitrée sud, qui peuvent produire les couleurs rouge, verte et bleue et les couleurs mélangées qui en résultent. La commande des éléments d'éclairage est mise hors tension en cas de froid prolongé. La gare a reçu un Brunel Award pour l'installation d'éclairage et l'architecture du bâtiment le 19 octobre 2005.
En octobre 2020, l'énergie de chauffage et de refroidissement est passée du gaz naturel au réseau de chauffage de l'eau du lac de Zoug.

## Services ferroviaires

### Accueil
Gare des CFF, elle dispose d'un bâtiment voyageurs abritant un guichet de vente ainsi que de distributeurs automatiques de titres de transport ainsi que de commerces. À proximité de la gare se trouvent un parc relais pour le stationnement des automobiles.
La gare est entièrement accessible aux personnes à mobilité réduite.

### Desserte
(7 décembre 2021).

#### Trains grandes lignes
En ce qui concerne le trafic national, Zoug voit s'arrêter 2 trains grandes lignes par heure et sens. L'EuroCity reliant la gare centrale de Zurich à la gare de Milan-Centrale (ou Bologne-Centrale, ou Gênes-Piazza-Principe, ou sont prolongés jusqu'à Venise-Santa-Lucia) circule en général toutes les deux heures (toutes les heures à certaines heures) en alternance avec un InterRegio reliant Zurich à la gare d'Arth-Goldau dans le même sillon horaire. L'autre demi-heure, les trains de la ligne InterCity 2 et InterRegio 46 circulent en alternance toutes les deux heures. La première relie Zurich à Lugano via le tunnel de base du Saint-Gothard en correspondance en gare d'Arth-Goldau avec la ligne InterRegio 26 reliant Bâle à Locarno et circulant par la ligne de faîte du Gothard. La deuxième relie Zurich à Locarno via la ligne de faîte du Gothard, en correspondance avec la ligne InterCity 21 reliant Bâle à Lugano via le tunnel de base du Gothard et circulant certaines heures en tant qu'EuroCity vers l'Italie.
En ce qui concerne le trafic InterRegio, Zoug est également desservie toutes les heures par l'InterRegio 70 reliant Zurich à Lucerne avec un seul arrêt à Zoug et l'InterRegio 75 reliant Constance à Lucerne via Zurich en effectuant davantage d'arrêts intermédiaires. Ces deux lignes permettent d'assurer une cadence à la demi-heure au départ et à l'arrivée en gare centrale de Zurich à destination de Lucerne. La desserte de Zurich à Lucerne est complétée par un train InterRegio supplémentaire par heure en heure de pointe (vers Zurich le matin et vers Lucerne le soir).
En résumé, la gare est donc desservie par les lignes suivantes : 
- Zurich – Arth-Goldau – Bellinzone – Lugano – Chiasso – (Milan-Centrale – Venise-Santa-Lucia/Gênes-Piazza-Principe)/(Milan-Rogoredo – Bologne-Centrale)
- 2 Gare centrale de Zurich – Zoug – Arth-Goldau – (Altdorf -) Bellinzone – Lugano
- Gare centrale de Zurich - Zoug - Arth-Goldau (aux heures où ne circulent ni l'InterCity 2, ni l'EuroCity vers l'Italie)
- 46 Gare centrale de Zurich – Zoug – Arth-Goldau – Erstfeld – Göschenen – Airolo – Ambri-Piotta – Faido – Lavorgo – Bodio – Biasca – Castione-Arbedo – Bellinzone – Giubiasco – Cadenazzo – Tenero – Locarno
- 70 Lucerne – Zoug – Gare centrale de Zurich
- 75 Lucerne – Rotkreuz – Zoug – Baar – Thalwil – Gare centrale de Zurich – Winterthour – Constance
- Gare centrale de Zurich - Zurich Enge - Baar - Zoug (- Cham) - Rotkreuz - Lucerne (en heure de pointe en semaine)

La desserte nocturne certaines nuits est effectuée par des trains RegioExpress circulant spécialement entre la gare centrale de Zurich et Lucerne. Ils desservent certaines gares intermédiaires dont Zoug.

#### Stadtbahn Zoug
La gare de Zoug est desservie par deux lignes du réseau express régional Stadtbahn Zug, qui dessert régulièrement l'agglomération de Zoug. La ligne S1 relie Baar à Sursee via Zoug, Risch-Rotkreuz et Lucerne toutes les demi-heures (hors services partiels de début et fin de service) tandis que la ligne S2 relie toutes les demi-heures Baar à Walchwil via Zoug. Un train sur deux est prolongé jusqu'à Erstfeld via Arth, Schwyz et Brunnen, :
- S1 : Baar - Zoug - Cham - Rotkreuz - Lucerne - Sursee
- S2 : Baar Lindenpark - Zoug - Walchwil (- Arth-Goldau - Schwyz - Brunnen - Erstfeld)

#### RER Zurich
La gare fait partie du réseau express régional zurichois qui assure des liaisons fréquentes dans l'ensemble de l'agglomération de Zurich et est à ce titre desservie en journée par deux lignes toutes les demi-heures, :
- S5 : Zoug – Affoltern am Albis – Gare centrale de Zurich – Uster – Rapperswil – Pfäffikon SZ
- S24 : Zoug – Baar – Thalwil – Gare centrale de Zurich - Zurich Oerlikon - Gare de Zurich Aéroport - Effretikon - Gare de Winterthour - Weinfelden / Schaffhouse - Thayngen

### Intermodalité
La gare de Zoug est desservie par de nombreuses lignes d'autobus urbaines et interurbaines exploitées par ZVB. Les véhicules s'arrêtent devant la gare aux arrêts Zug, Bahnhofplatz, Zug, Dammstrasse/Bahnhof et Zug, Metalli/Bahnhof. Les ZVB assurent les lignes 601 à destination d'Oberägeri, 602 vers Menzingen, 603 reliant Baar à Oberwil bei Zug via la gare de Zoug, 604 vers Blickensdorf, 605 vers Walchwil, 606 vers la gare de Cham, 607 vers Cham Gewerbestrasse, 611 et 613 assurant des services urbains dans la ville de Zoug, et 616 vers Steinhausen.
Les ZVB assurent également une desserte nocturne dont l'ensemble des lignes N1 à N6 s'arrêtent devant la gare de Zoug.